# Arnoldi Chronica Slavorum
Die Chronica Slavorum (Slawenchronik), um 1210 von Arnold von Lübeck verfasst, ist als Fortsetzung der gleichnamigen Chronica Slavorum Helmolds von Bosau geschrieben und reicht von 1171 bis 1209, also bis in Arnolds Gegenwart.
Das Hauptaugenmerk liegt auf der Geschichte Heinrich des Löwen und seiner Söhne über den Kreuzzug Heinrichs VI. bis hin zu Kaiser Otto IV., jedoch nicht so sehr auf den Slawen und der Ostkolonisation.
Die Chronik ist geprägt von großer Verehrung für Heinrich den Löwen und die Welfen im Allgemeinen sowie eine negative Einstellung gegenüber dem Staufer Friedrich I., was sich aus Arnolds Nähe zum Welfengeschlecht erklären lässt.
Die Chronik legt Wert darauf den königlichen (und kaiserlichen) Anspruch des Welfengeschlechtes und vor allem Ottos IV. herauszuarbeiten. Sie zeigt so die welfische Sicht auf den Sturz Heinrich des Löwen.

## Editionsgeschichte
Grundlage von Schmeidlers Ausgabe waren : Additamenta 50 folio der Universitätsbibliothek Kopenhagen, seit 1937 in Det Kongelige Bibliotek und  eine Handschrift der Stadtbibliothek Lübeck, daneben Exzerpte in Wien; weitere Handschriften sind nur durch die Drucke, in denen sie benutzt wurden, bekannt. Die Kopenhagener Handschrift GKS 646 wurde zwar von Lappenberg benutzt, wird aber von Schmeidler nicht einmal erwähnt.

## Editionen
- Johann Martin Lappenberg (Hrsg.): Scriptores rerum Germanicarum in usum scholarum separatim editi 14: Arnoldi Chronica Slavorum. Hannover 1868 (Monumenta Germaniae Historica, Digitalisat)
- Bernhard Schmeidler: Helmholds Slavenchronik, Hannover 1937 (Monumenta Germaniae Historica, Scriptores rerum Germanicarum ; 14) (Digitalisat)